# From Hackensack to Englewood Cliffs
| Recensione | Giudizio |
| ---------- | -------- |
| AllMusic   |          |

From Hackensack to Englewood Cliffs è una Compilation del tenorsassofonista jazz statunitense Ike Quebec, pubblicato dalla Blue Note Records nel 2000.

## CD (2000, Blue Note Records, TOCJ-66083)
1. A Light Reprieve – 4:36 (musica: Ike Quebec)
2. Buzzard Lope – 6:16 (musica: Ike Quebec)
3. Blue Monday – 5:03 (Bobby Sharp, Marvin Fisher, Charles Singleton)
4. Zonky – 4:32 (musica: Edwin Swanston)
5. Later for the Rock – 4:35 (musica: Ike Quebec)
6. Sweet and Lovely – 4:16 (Gus Arnheim, Harry Tobias, Jules Lemare (Charles N. Daniels))
7. Dear John – 6:51 (musica: Ike Quebec)
8. Blue Friday – 5:02 (musica: Edwin Swanston)
9. Cry Me a River – 6:38 (Arthur Hamilton)
10. Uptight – 5:04 (musica: Ike Quebec)

Durata totale: 52:53

## Formazione
- Ike Quebec – sassofono tenore
- Skeeter Best – chitarra
- Edwin Swanston – organo
- Charles Sonny Wellesley – contrabbasso
- Les Jenkins – batteria

### Produzione
- Alfred Lion – produzione
- Registrazioni effettuate al Van Gelder Studio il 1º luglio 1959 (da N° 1 a N° 8) ad Hackensack (New Jersey) e il 20 luglio 1959 a Englewood Cliffs (New Jersey)
- Rudy Van Gelder – ingegnere delle registrazioni
- Kaoru Taku – grafica copertina CD
- Kiyoko Tominaga – design copertina CD
- Francis Wolff – foto copertina CD[2]